# Dendrochloa distans
Dendrochloa es un género monotípico de bambú de la familia de las poáceas. Su única especie, Dendrochloa distans C.E.Parkinson, es originaria de Birmania.
Algunos autores lo consideran un sinónimo del género Schizostachyum.

## Descripción
Es una planta herbácea perennifolia con tallos frondosos en forma de cañas que alcanzan un tamaño de 1500-2000 cm de alto; leñosas y persistentes y de 11 cm de diámetro, no escandentes; ramificadas en la parte superior. Pluri cespitosa. Las hojas linear-lanceoladas, amplias (largo acuminadas), de 50-90 mm de ancho. Lígula erecta y visible, no truncada (obtuso), de 3-7 mm de largo. La inflorescencia paniculada de alrededor de 75 cm de largo, con verticilos de ramas.

## Taxonomía
Dendrochloa distans fue descrita por C.E.Parkinson y publicado en Indian Forester 59: 707. 1933.
Sinonimia
- Schizostachyum distans (C.E. Parkinson) H.B. Naithani & Bennet